# Winfried Scharlau
Winfried Scharlau (Berlim, 12 de agosto de 1940 — Havixbeck, 26 de novembro de 2020) foi um matemático alemão.
Scharlau obteve um doutorado, em 1967, na Universidade de Bonn, com a tese "Quadratische Formen und Galois-Cohomologie". Em 1969/70 esteve no Instituto de Estudos Avançados de Princeton. A partir de 1970, foi professor da Universidade de Münster, onde tornou-se professor emérito.
Scharlau trabalhou com a teoria dos números e em especial com a teoria das formas quadráticas, sobre a qual escreveu um livro na série Springers Grundlehren.
Scharlau foi também um ornitólogo amador e autor de dois romances, "I megali istoria – die große Geschichte" (2ª edição, 2001), com enredo na ilha grega de Naxos, e "Scharife" (2001). Trabalhou também com a História da matemática, tendo escrito com Hans Opolka "Einführung in die Zahlentheorie", e escreveu uma biografia de Alexander Grothendieck.
Foi membro correspondente da Academia de Ciências de Göttingen. De 1991 a 1992, foi presidente da Associação dos Matemáticos da Alemanha. Em 1974, foi palestrante convidado (Invited Speaker) no Congresso Internacional de Matemáticos em Vancouver (On subspaces of inner product spaces).
Scharlau era pai da psicóloga cognitiva Ingrid Scharlau.

## Obras
- Quadratic and Hermitean Forms, Springer, Grundlehren der Mathematischen Wissenschaften, 1985
- com Hans Opolka: Von Fermat bis Minkowski. Eine Vorlesung über die Zahlentheorie und ihre Entwicklung, Springer 1980
- com Hirzebruch: Einführung in die Funktionalanalysis, Spektrum Verlag 1996, ISBN 3-86025-429-4
- Mathematik für Naturwissenschaftler, LIT Verlag 2005
- Schulwissen Mathematik. Ein Überblick, Vieweg
- Editor: Mathematische Institute in Deutschland 1800–1945, Vieweg, Dokumente zur Geschichte der Mathematik, 1990
- Editor: Richard Dedekind 1831/1981, Vieweg 1981
- Beiträge zur Vogelwelt der südlichen Ägäis, Verlag C. Lienau 1999
- Winfried Scharlau (2011). Wer ist Alexander Grothendieck? Anarchie, Mathematik, Spiritualität, Einsamkeit. Teil 1. Anarchie. Col: Wer ist Alexander Grothendieck? Anarchie, Mathematik, Spiritualität, Einsamkeit. Band 1 3. ed. Norderstedt: Books on Demand. ISBN 978-3-8423-7147-7
- Winfried Scharlau (2010). Wer ist Alexander Grothendieck? Anarchie, Mathematik, Spiritualität, Einsamkeit. Teil 3. Spiritualität. Col: Wer ist Alexander Grothendieck? Anarchie, Mathematik, Spiritualität, Einsamkeit. Band 3. Norderstedt: Books on Demand. ISBN 978-3-8391-4939-3